# Station Osięciny
Station Osięciny is een spoorwegstation in de Poolse plaats Osięciny.